# Sukpak
Sukpak (ros. Сукпак) – osiedle w Rosji, w Tuwie, w kożuunie owiurskim. W 2010 liczyło 4187 mieszkańców.